# Chen Xue (écrivaine)
Chen Xue (chinois : 陳雪), née le 3 juin 1970 à Taichung, est une écrivaine taïwanaise. Elle est l'autrice du « classique de la littérature homosexuelle » qu'est E nü shu (chinois : 惡女書 ; litt. « Livre d'une démone »), un recueil de nouvelles publié en 1995, inédit en français.

## Biographie

### Jeunesse et études
Chen Xue est titulaire d'un diplôme de chinois, obtenu en 1993.

### Carrière littéraire
Chen Xue fait paraitre son premier livre en 1995. Il s'agit d'E nü shu, un recueil de quatre nouvelles dont la plus connue est Xunzhao tianshi de chibang (尋找天使遺失的翅膀, « À la recherche des ailes perdues de l'ange »),. Lesbienne, elle apparait alors aux côtés de Chi Ta-wei, Lucifer Hung et Qiu Miaojin comme faisant partie de la « nouvelle génération d'auteurs queers » de Taïwan, une génération qui a conscience de ce qu'elle est en train de produire de la littérature tongzhi.

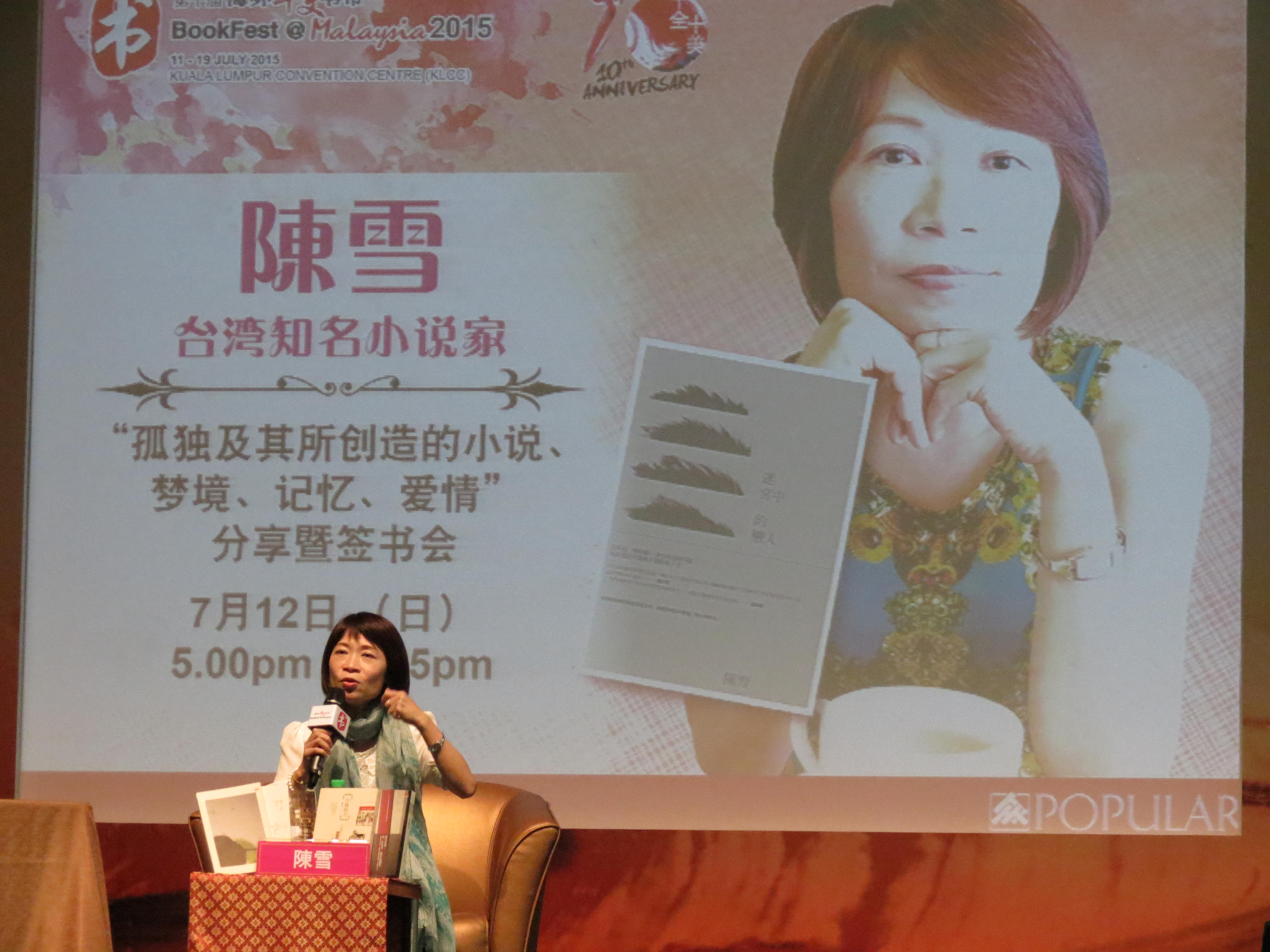
Chen Xue lors de l'édition 2015 du BookFest @ Malaysia

En 2004, la réalisatrice hongkongaise Yan Yan Mak (en) adapte une de ses nouvelles (蝴蝶, « Butterfly ») au cinéma. Nommé à deux reprises au Golden Horse Film Festival cette année-là, le film ne remporte finalement qu'un prix lors des Hong Kong Film Awards de 2005.

### Vie privée
Chen Xue est aussi célèbre pour avoir embrassé sa compagne Zaocanren en couverture du magazine queer LEZS.

## Œuvre

### Nouvelles
- E nü shu (惡女書, « Livre d'une démone »), 1995
- 蝴蝶, « Butterfly »
- Chen'ai (尘埃)
- Wei Na Si (维纳斯) Vénus, traduit par Olivier Bialais, dans Jentayu, hors-série no 1 « Taïwan », 2016, p. 230-244

### Romans
- 附魔者, « Le possédé », 2009
- 橋上的孩子, « L'enfant sur le pont », 2011
- Renqi riji (人妻日記, « A Wife's Diary ») (avec Breakfaster), 2012
- Migong zhong de lianren (迷宫中的恋人, « L'amant dans le labyrinthe »)
- 摩天大樓, « Gratte-ciel », 2015
- 無父之城, « Fatherless City », 2019
- 親愛的共犯, « Dear. Keeper », 2021

### Essais
- Lian ai ke (恋爱课, « Lessons in Love »), 2014
- 我們都是千瘡百孔的戀人, 2016
- 當我成為我們: 愛與關係的三十六種可能, « When I Became We: Thirty-Six Possibilities of Love and Relationships », 2018